# 布施孫一郎

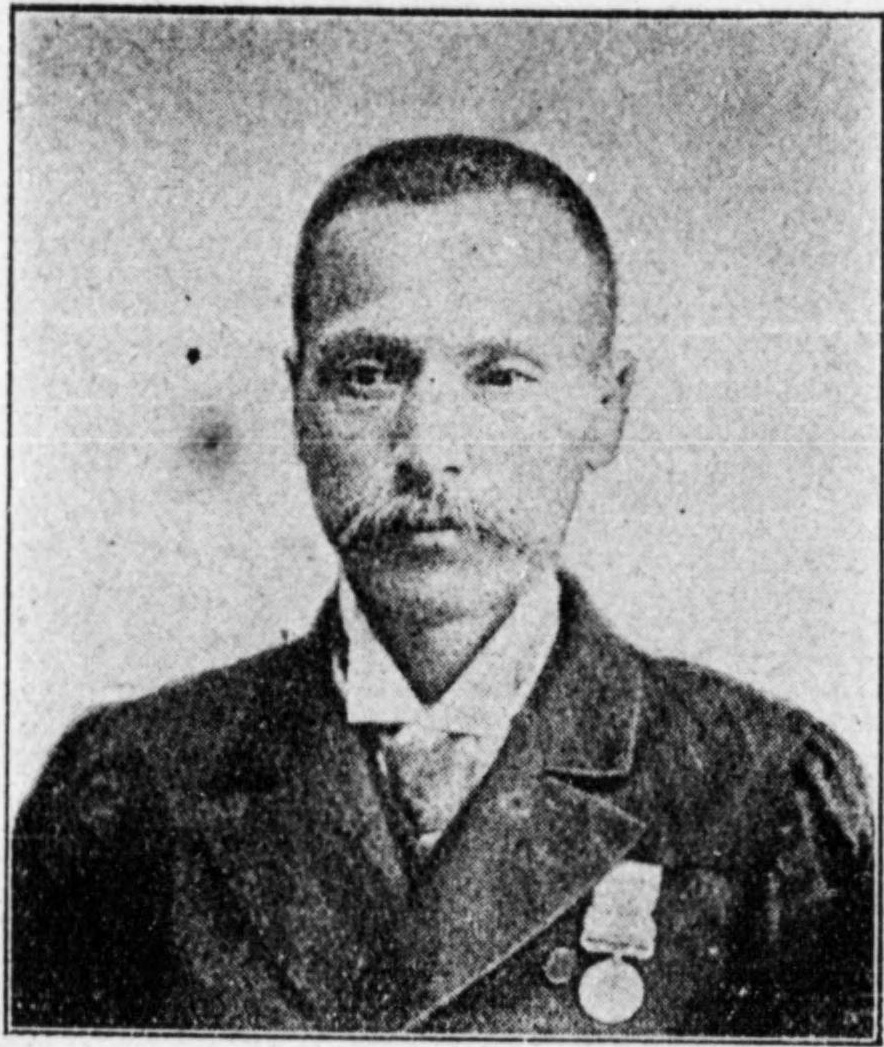
布施孫一郎

布施 孫一郎（ふせ まごいちろう、1848年1月6日（弘化4年12月1日） - 1911年（明治44年）3月10日）は、日本の政治家、衆議院議員（1期）。

## 経歴
滋賀県出身。庄屋役、唐川村(のち七郷村、高月町を経て、現・長浜市)日吉社祠掌、同教導職試補、伊香郡教導職取締役、唐川村戸長、所得税調査委員、滋賀県勧業諮問会員、滋賀県会議員、伊香郡徴兵参事員、七郷村長、県蚕糸業取締所頭取、同蚕種検査所監督となる。
1902年の第7回衆議院議員総選挙において滋賀県郡部から立憲政友会公認で立候補して当選した。衆議院議員を1期務め、1903年の第8回衆議院議員総選挙は不出馬。1911年に死去した。